# Исламов, Дамир Назирович
Дамир Назирович Исламов (13 октября 1996, Лениногорск, Республика Татарстан — 7 марта 2022, Украина) — российский военнослужащий, старший лейтенант. Герой Российской Федерации (посмертно, 2022).

## Биография
Родился 13 октября 1996 года в городе Лениногорск, Республики Татарстан.
В 2014 году, окончив Лениногорскую среднюю школу № 6, поступил в Казанское высшее танковое командное училище, которое окончил в 2018 году.
С 2018 года проходил службу в воинской части Южного военного округа на территории Ростовской области.
С 24 февраля 2022 года принимал участие во вторжении российских войск на Украину. Погиб 7 марта 2022 года.
За «героизм, мужество и отвагу, проявленные при исполнении воинского долга», Указом Президента Российской Федерации от 25 марта 2022 года старшему лейтенанту Исламову Дамиру Назировичу присвоено звание Героя Российской Федерации (посмертно).
Похоронен 29 марта 2022 года в Лениногорске.

## Награды
- Герой Российской Федерации (посмертно, 2022).

## Память
- В апреле 2022 года на стене дома рядом с танковым училищем появился мурал в память о Дамире Исламове[2]

- В сентябре 2022 года бюст Дамира Исламова был установлен на Мемориале Героев-выпускников Казанского высшего танкового командного училища [3].
- В октябре 2022 года аналогичный бюст Дамира Исламова установили на территории его школы[4].
- В декабре 2022 года в Лениногорске открыли мемориальную доску на стене дома, где жил Дамир Исламов[5].
- В январе 2024 года «Почта России» ввела в обращение марку с изображением Дамира Исламова[6].